# Carl, Duce de Württemberg
Carl, Duce de Württemberg (Carl Maria Peter Ferdinand Philipp Albrecht Joseph Michael Pius Konrad Robert Ulrich Herzog von Württemberg; n. 1 august 1936, Friedrichshafen, Baden-Württemberg, Germania – d. 7 iunie 2022, Ravensburg, Baden-Württemberg, Germania) a fost șef al Casei de Württemberg.

## Biografie
S-a născut la Friedrichshafen, Baden-Württemberg, ca al doilea fiu al lui Philipp Albrecht, Duce de Württemberg (1893–1975) și a Arhiducesei Rosa de Austria (1906–1983). A preluat conducerea Casei de Württemberg după ce fratele său mai mare Ludwig a renunțat la drepturile de succesiune.

### Căsătorie și copii
La 21 iulie 1960, s-a căsătorit cu Prințesa Diane de Orléans (n. 1940), fiica lui Henri, conte de Paris. Ei au avut patru fii și două fiice:
- Ducele Friedrich de Württemberg (n. 1 iunie 1961); s-a căsătorit la 11 noiembrie 1993 cu Prințesa Wilhelmine Marie zu Wied (n. 27 decembrie 1973, München), o verișoară îndepărtată, fiica lui Ulrich Wilhelm Friedrich, Prinț de Wied și a Ilke Fischer. Două zile mai târziu a avut loc căsătoria religioasă la Altshausen. Ei au un fiu și două fiice.
- Ducesa Mathilde Marie-Antoinette Rosa Isabelle (n. 11 iulie 1962); s-a căsătorit la 17 noiembrie 1988 cu contele Erich von Waldburg zu Zeil und Trauchburg (n. 21 noiembrie 1962). Ei au cinci fiice.
- Ducele Eberhard Alois Nikolaus Heinrich Johannes Maria (n. 20 iunie 1963); s-a căsătorit în 2011 cu Lucia Désirée Copf (n. 29 decembrie 1969). Ei au un fiu.
- Ducele Phillipp Albrecht Christoph Ulrich Maria (n. 1 noiembrie 1964); s-a căsătorit la 28 iunie 1991 cu ducesa Marie Caroline de Bavaria (n. 23 iunie 1969, München), fiica Prințului Max, Duce de Bavaria. Ei au un fiu și trei fiice.
- Ducele Michael Heinrich Albert Alexander Maria (n. 1 decembrie 1965); s-a căsătorit în 2006 cu Julia Ricarda Storz (n. 1965).
- Ducesa Eleonore Fleur Juanita Charlotte Eudoxie Marie-Agnès (n. 4 noiembrie 1977); s-a căsătorit în 2003 cu contele Moritz von Goëss (n. 1966). Ei au un fiu și două fiice.